# Ascain
Ascain (baskisch: Azkaine) ist eine französische Gemeinde mit 4561 Einwohnern (Stand: 1. Januar 2022) im Département Pyrénées-Atlantiques in der Region Nouvelle-Aquitaine. Sie gehört zum Arrondissement Bayonne und zum Kanton Ustaritz-Vallées de Nive et Nivelle (bis 2015: Kanton Saint-Jean-de-Luz).

## Gemeindepartnerschaften
Mit folgenden Gemeinden bestehen Partnerschaften:
- Bollendorf, Rheinland-Pfalz, Deutschland, seit 1979
- Lesaka, Provinz und Region Navarra, Spanien, seit 1980